# Ночь длинных ножей (фильм, 1990)
«Ночь длинных ножей» — советская криминальная драма, выпущенная в 1990 году студией «Русь». Режиссёр — Ольга Жукова.

## Сюжет
Поздний Советский Союз. Намечается государственный переворот, а вместе с ним и ликвидация седовласого лидера оппозиции, в чертах которого легко угадывается Борис Ельцин, пользовавшийся в то время большой симпатией у выступавшей за перемены интеллигенции. По московским улицам на автомобиле в компании двух проституток передвигается нанятый для его устранения киллер, который вступает с одной из его спутниц — Светой — в любовные отношения, путающие планы заговорщиков.
Фильм передаёт атмосферу государства накануне его краха: многолюдные процессии с российскими флагами; выстраивающаяся в ряд группа пожилых людей с барабанами и в пионерских галстуках, заслоняемая шествием адептов Движения Харе Кришны, ведомых человеком, слегка постукивающим ладонью по своей мриданге; рост отрядов солдат на улицах столицы.

По радио слышны перехваченные переговоры о приведении войск в состояние боевой готовности, но всем кажется, что это «какой-то детектив передают». Создаётся впечатление, что даже мелькающие в темноте грузовики с надписью «Хлеб» несут на себе зловещий отпечаток и являются своеобразным подмигиванием для тех, кто в теме.
— Станислав Луговой,  «Искусство кино»

## В ролях
| Актёр                 | Роль                  |
| --------------------- | --------------------- |
| Евгений Герасимов     | Игорь                 |
| Людмила Бодрова       | Света                 |
| Ульяна Урванцева      | Марина                |
| Николай Мерзликин     | депутат               |
| Владимир Толоконников | Горелов               |
| Сергей Николаев       | хозяин кафе           |
| Соня Клименко         | Маша                  |
| Леонид Ясеницкий      | мужчина в бабочке     |
| Али Ибрагимов         | руководитель заговора |
| Владимир Никитин      | заговорщик            |
| Е. Терехов            | заговорщик            |
| Михаил Мельниченко    | «латиноамериканец»    |
| Н. Барабанова         | женщина с попугаем    |
| С. Бодрова            | «Шлёп-Нога»           |
| Клавдия Белова        | Дарья Никитична       |
| Надежда Самсонова     | Романова              |
| Б. Чеканихин          | аккордеонист          |
| Вячелав Ребров        | «художник»            |
| Нартай Бегалин        | гость в кафе          |
| Леонид Лукашевич      | Астахов               |
| Д. Пряхин             | десантник             |

## Музыка
Композитор — Сергей Гаврилов; песенные тексты — Ольга Жукова, Алексей Дрыгас, Виктор Санчук; исполнители песен — А. Ломов, А. Ефимов, С. Коротеева.
В фильме использованы музыкальные произведения «Предчувствие гражданской войны» Юрия Шевчука и «Мусенька» Оскара Строка.

## Награды
Приз-сюрприз сочинского фестиваля «Кинотавр» (1991).

## Критика
Хотим мы того или же, напротив, нет, но часто создаётся впечатление, будто наши представления об интригах в совполитике впитаны нами вместе с внеклассным чтением, с романами Стивенсона, Конан Дойла и Майн Рида, а затем чуть-чуть изменены в соответствии с современными зарубежными детективами. В фильме «Ночь длинных ножей» представлена история переворота, которым заняты, судя по расплывчатым намёкам, наши родные спецслужбы. Есть в картине и коварный умысел, и сложность интриги, и бывший спортсмен, выбранный заговорщиками в качестве убийцы абстрактного политического лидера, есть войска и танки, рокот которых доносится до зрителя из-за кадра, но интересно другое. В представлении авторов фильма умыслы и замыслы вершителей политических драм не уступают по изысканности романам Агаты Кристи, а в исполнении могут с успехом соперничать с триллерами Стэнли Кубрика или Фрэнсиса Форда Копполы. Отнюдь. Вы видели фотографию товарища Язова? Не надо быть физиогномистом, чтобы понять: все эти интеллигентские штучки — не для нашей политики, весомой, зримой и грубой. В сравнении с событиями в Прибалтике большинство фильмов на подобную тему, в том числе и тот, что стал предлогом для данной заметки, это, скорее, балет. Так что можно, конечно смотреть советские фильмы про перевороты, только не надо к ним относиться серьёзно. Ну и последнее. В фильме «Ночь длинных ножей» звучит песня ансамбля «ДДТ» в исполнении Юрия Шевчука «Предчувствие гражданской войны». Хорошая песня. А какова связь между содержанием ленты и бойней штурмовиков Рэма, совершенно непонятно. Ну и Бог с ними.— Саша Киселёв, журнал «Столица», 1991 год